# 장궈창
장궈창(중국어: 张国强, 병음: Zhang Guoqiang, 한자음: 장국강, 1969년 9월 30일 ~ )은 중화인민공화국의 배우이다.
헤이룽장성 자무쓰시에서 태어났다.

## 방송
- 삼팔선
- 지요니과득비아호
- 고악가적행복생활
- 아문적법란서세월
- 대자객 자마

## 영화
- 삼팔선 (2016년)
- 도시수궤야적화 (2013년)
- 고악가적행복생활 (2012년)
- 지요니과득비아호 (2012년)
- 대지진 (2010년) - 방대강 역